# The Meaning of Life (The Offspring)
The Meaning of Life è un singolo della band punk Offspring. È stato pubblicato sul loro album del 1997, Ixnay on the Hombre.

## Storia
La canzone trattando il tema del senso della vita spiega che è necessario agire seguendo la propria testa, non cercando di copiare e seguire gli altri, a costo di commettere errori.
(The Meaning of Life)

## Tracce[1][3]
1. The Meaning of Life - 2:55
2. I Got a Right - 2:19 (The Stooges cover)
3. Smash It Up - 3:01 (Live)

## Video
Il video mostra Dexter Holland che canta la canzone appeso a testa in giù sopra un albero in compagnia di svariate scimmie.
Si vedono inoltre delle persone sopra a delle carrozzine elettriche sfrecciare nel deserto ad una velocità di oltre 35 miglia orarie.
Queste persone rappresentano i membri della band anche se per girare il video sono state usate delle controfigure.
Si vedono anche altre scene, tra cui: persone vestite con tute rosse che camminano nel deserto; un bambino che mangia zucchero filato; un cane (un barboncino) che corre dentro una casa; un ragazzo (forse lo stesso Dexter Holland) colpito da gavettoni.

## The Meaning of Lifenella cultura di massa
È presente nella colonna sonora del film documentario Snowriders II.

## Formazione
- Dexter Holland - voce e chitarra
- Noodles - chitarra e voce d'accompagnamento
- Greg K - basso e voce d'accompagnamento
- Ron Welty - batteria